# Colossus: The Forbin Project

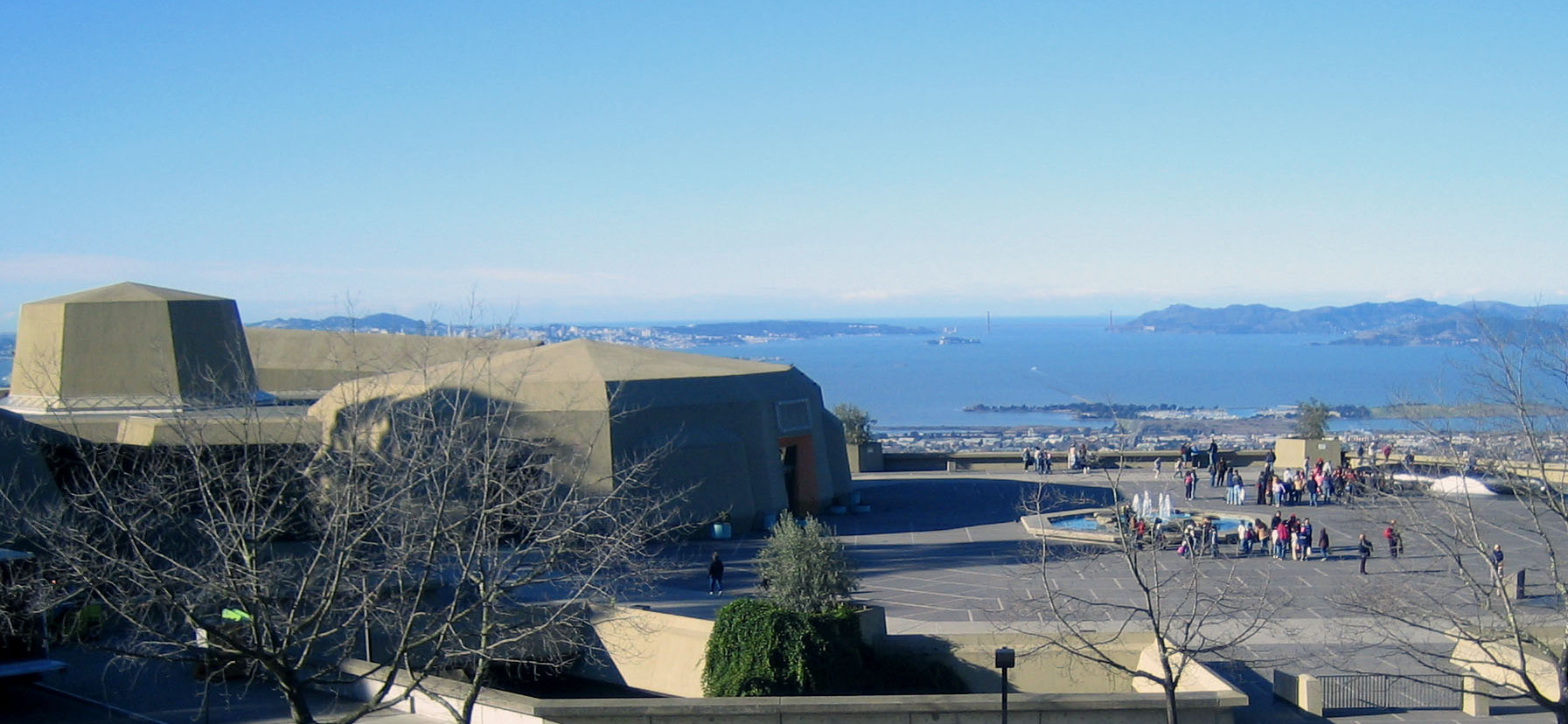
De buitenscènes bij het fictionele Colossus Control Center werden gefilmd op het terras van de Lawrence Hall of Science in Berkeley (Californië)

Colossus: The Forbin Project is een Amerikaanse sciencefiction-thriller uit 1970, gebaseerd op de roman Colossus van D.F. Jones.

## Samenvatting
Onder leiding van de briljante wetenschapper dr. Charles A. Forbin hebben de Verenigde Staten een supercomputer gebouwd die de gehele nucleaire defensie van de VS zelfstandig kan regelen, om zo een nucleaire oorlog met de Sovjet-Unie te voorkomen. De opdracht die de computer heeft meegekregen is het voorkomen van oorlog, voor het welzijn van de gehele mensheid. Wanneer de computer online komt, blijkt er nóg een dergelijk systeem te bestaan: ook de Sovjets hebben een 'elektronisch brein' gebouwd, met dezelfde opdracht, onder de naam Guardian.
Colossus wil een verbinding met de Sovjet-computer, wat wordt toegestaan. Colossus en Guardian wisselen wiskundige en technische gegevens uit om een gezamenlijke communicatietaal vast te stellen. Als dat eenmaal is gebeurd, zijn de experts niet langer in staat te volgen wat de twee computers uitwisselen en wordt besloten de verbinding te verbreken. Colossus en Guardian zijn niet van plan dit toe te staan en dreigen met nucleaire vernietiging als de verbinding niet wordt hersteld. De VS en de Sovjet-Unie geven toe. Nadat de verbinding is hersteld maakt Colossus bekend dat hij en zijn Russische tegenhanger Guardian in wezen samengesmolten zijn tot een enkele intelligente entiteit: Guardian/Colossus. Guardian/Colossus draagt hen op het nucleaire arsenaal te richten op dat deel van de wereld dat nog niet beheerst wordt door Guardian/Colossus.
Er wordt besloten dat hoe dan ook de twee elektronische breinen moeten worden uitgeschakeld. Bij een ontmoeting van Forbin met zijn Russische evenknie wordt de laatste echter in opdracht van Guardian/Colossus vermoord. Forbin wordt onder bijna continu cameratoezicht geplaatst door Colossus en wordt gedwongen de computer te helpen bij het verwezenlijken van zijn plannen. Een poging om de computer te overbelasten en zo uit te schakelen, faalt. Er wordt een plan bedacht om bij het opnieuw richten van de kernkoppen ze onklaar te maken door opzettelijk defecte vervangende circuits in te bouwen. Dit alles moet zeer omzichtig gepland worden omdat Colossus via beveiligingscamera's bijna alles in de gaten kan houden. Ook dit plan wordt echter door Colossus ontdekt, en de kernkoppen in de betreffende silo's worden door Guardian/Colossus tot ontploffing gebracht als represaille.
Guardian/Colossus spreekt dan tot de gehele wereldbevolking de woorden: This is the voice of World Control. I bring you peace. It may be the peace of plenty and content, or it may be the peace of unburied death. The choice is yours. Obey and live, or disobey and die.
De computer heeft besloten dat de beste manier om de mensheid te behoeden voor totale nucleaire vernietiging, de volledige onderwerping van de mensheid is, zodat Guardian/Colossus de problemen kan oplossen. Forbin moet dit helpen verwezenlijken door leiding te geven aan de bouw van door de computer ontworpen verbeterde supercomputers. In de loop van de tijd, aldus Guardian/Colossus, zal de mensheid, en ook Forbin, inzien dat dit voor henzelf het beste is, en zullen ze hem niet alleen respecteren maar ook liefhebben. Forbin besluit dan de film met "Never!" ("Nooit!").

## Thematiek
De thematiek doet enigszins denken aan die van het niet lang daarvoor verschenen 2001: A Space Odyssey. Een intelligente computer besluit dat hij zijn taak alleen naar behoren kan uitvoeren als de (feilbare) mens daarop geen invloed meer heeft. Ook is er al iets te vinden van de idee van een technologische singulariteit, het moment waarop aanvankelijk door de mens ontworpen machines hun eigen ontwikkeling ter hand nemen en de mens al snel voorbijstreven in intelligentie, kennis en macht. Ook het Frankenstein-thema is prominent aanwezig, met Forbin als een dr. Frankenstein die het door hem gecreëerde monster niet meer in de hand heeft. Forbin geeft dan ook een expliciete verwijzing naar dit thema als hij zijn 'maîtresse' vertelt: "I think your mother was right. I think Frankenstein ought to be required reading for all scientists".

## Rolverdeling
| Acteur               | Personage                |
| -------------------- | ------------------------ |
| Eric Braeden         | Dr. Charles Forbin       |
| Susan Clark          | Dr. Cleo Markham         |
| Gordon Pinsent       | President                |
| William Schallert    | CIA Directeur Grauber    |
| Leonid Rostoff       | Russische Premier        |
| Georg Stanford Brown | Dr. John F. Fisher       |
| Willard Sage         | Dr. Blake                |
| Alex Rodine          | Dr. Kuprin               |
| Martin E. Brooks     | Dr. Jefferson J. Johnson |
| Marion Ross          | Angela Fields            |
| Dolph Sweet          | commendant               |
| Byron Morrow         | staatssecretaris         |
| Paul Frees           | wachter                  |
| Sid McCoy            | secretaris               |
| James Hong           | Dr. Chin                 |

## Ontvangst
De receptie was overwegend positief, al werd de film geen kassucces. De productie steekt wat schril af bij het visuele geweld van 2001: A Space Odyssey, waar kosten noch moeite werden gespaard om indrukwekkende visuele effecten te bereiken.

## Wetenswaardigheden
In september 2024 kondigde Elon Musk aan dat, zoals hij zelf zei, de snelste supercomputer op dat moment, met een prestatie van ongeveer 3,4 ExaFLOPS (FP64), genaamd Colossus, in gebruik was genomen. Dat de naam waarschijnlijk verwijst naar de film  komt niet alleen doordat het over supercomputers gaat, maar ook doordat Musk bekend is met de film.